# Велимир Попсавин
Велимир Попсавин (Нови Сад, 29. мај 1951) српски је хемичар и академик, редовни члан састава Српске академије науке и уметности од 4. новембра 2021.

## Биографија
Завршио је основне студије на Природно-математичком факултету Универзитета у Новом Саду 1974. године, магистарске студије 1981, докторске студије 1988. и постдокторске студије на Универзитету у Лидсу 1991.
Радио је као редовни професор на Природно-математичком факултету Универзитета у Новом Саду од 1999. и као шеф Катедре за биохемију и хемију природних производа 2012—2015.
Редовни је члан састава Српске академије науке и уметности од 4. новембра 2021, члан је Српског хемијског друштва и Матичног научног одбора за хемију у ресорном Министарству Републике Србије од 2007. године.
Добитник је повеље за остварене резултате поводом педесет година Департмана за хемију Природно-математичког факултета Универзитета у Новом Саду 2012. и медаље Српског хемијског друштва за трајан и изванредан допринос науци 2014.
Аутор је академске беседе „Синтеза и антитуморска активност одабраних стирил-лактона и аналога” и „Природни производи као основа за развој нових антитуморских агенаса” 2016.